# 뮤직웍스의 음반
이 부분의 본문은 뮤직웍스에서 발매한 음반 목록이다.

## 2010년대
- 2014년 7월 21일 길구봉구 - 트로트의 연인 OST Part.4[1]
- 2014년 8월 12일 길구봉구 - [Digital Single] 달아
- 2014년 11월 25일 백지영 - [Digital Single] time;code Chapter I[2]
- 2014년 12월 31일 백지영 - [Digital Single] 바람아 불어라
- 2015년 1월 28일 길구봉구 - [Digital Single] 좋아
- 2015년 1월 28일 백지영 - 하이드 지킬,나 OST Part.2
- 2015년 2월 9일 유성은 - [Digital Single] 어차피 한번은 아파야 해
- 2015년 3월 24일 백지영 - [Digital Single] 새벽 가로수길
- 2015년 5월 22일 백지영 - 프로듀사 OST:Preview 03
- 2015년 6월 30일 길구봉구 - [Digital Single] 뱅
- 2015년 8월 4일 유성은 - [Digital Single] 마리화나[3]
- 2015년 10월 13일 유성은 - 2nd Mini Album
- 2015년 12월 10일 바스터드 - INTRO
- 2016년 1월 13일 백지영 - 모바일 게임`헤븐`OST
- 2016년 2월 2일 백지영 - [Digital Single] 약도 없대요
- 2016년 2월 26일 길구봉구 - 마담 앙트완 OST Part.3
- 2016년 2월 29일 백지영 - [Digital Single] Girl Crush[4]
- 2016년 3월 17일 백지영 - 굿바이 미스터 블랙 OST Part.1
- 2016년 4월 11일 유성은 - [Digital Single] 질투
- 2016년 4월 15일 송유빈 - 굿바이 미스터 블랙 OST Part.3
- 2016년 4월 30일 유성은 - [Digital Single] 노래의 탄생 Part.1[5]
- 2016년 5월 7일 유성은 - [Digital Single] 노래의 탄생 Part.2[6]
- 2016년 5월 12일 길구봉구 - 봉순이 OST
- 2016년 5월 13일 송유빈 - 냄새를 보는 소녀 OST Part.9[7]
- 2016년 5월 21일 유성은 - [Digital Single] 노래의 탄생 Part.4[8]
- 2016년 5월 30일 송유빈 - [Digital Single] 뼛속까지 너야[9]
- 2016년 7월 13일 길구봉구 - [Digital Single] 막 좋아
- 2016년 8월 2일 김소희,송유빈 - 싸우자 귀신아 OST Part.3[10]
- 2016년 8월 12일 유성은 - [Digital Single] 500일의 Summer[11]
- 2016년 9월 16일 봉구 - [Digital Single] 듀엣가요제 22회[12]
- 2016년 9월 22일 김소희 - 쇼핑왕 루이 OST Part.1
- 2016년 9월 28일 백지영 - 구르미 그린 달빛 OST Part.9
- 2016년 10월 6일 유성은 - 노래의 탄생 TRACK 1[13]
- 2016년 10월 15일 유성은 - 더케이투 OST Part.2
- 2016년 10월 25일 송유빈 - [Digital Single] Okay[14]
- 2016년 10월 27일 유성은 - 노래의 탄생 TRACK 4[15]
- 2016년 11월 3일 유성은 - 노래의 탄생 TRACK 5[16]
- 2016년 11월 10일 유성은 - 노래의 탄생 TRACK 6[17]
- 2016년 11월 18일 유성은 - 싱데렐라 스페셜 헌정송 2탄
- 2016년 12월 2일 봉구 - [Digital Single] 듀엣가요제 31회[18]
- 2016년 12월 8일 유성은 - 오 마이 금비 OST Part.3
- 2016년 12월 9일 봉구 - [Digital Single] 듀엣가요제 32회[19]
- 2016년 12월 11일 유성은 - [Digital Single] 싱포유 - 첫번째이야기 꿈[20]
- 2016년 12월 12일 길구봉구 - [Digital Single] 왜 이리
- 2016년 12월 16일 봉구 - [Digital Single] 듀엣가요제 33회[21]
- 2016년 12월 23일 봉구 - [Digital Single] 듀엣가요제 34회[22]
- 2016년 12월 30일 백지영 - [Digital Single] 그대의 마음
- 2017년 1월 13일 봉구 - [Digital Single] 듀엣가요제 36회[23]
- 2017년 1월 20일 봉구 - [Digital Single] 듀엣가요제 37회[24]
- 2017년 2월 10일 봉구 - [Digital Single] 듀엣가요제 40회[25]
- 2017년 2월 19일 송유빈 - 김과장 OST Part.3[26]
- 2017년 2월 21일 유성은 - 역적:백성을 훔친 도적 OST Part.3
- 2017년 2월 24일 봉구 - [Digital Single] 듀엣가요제 42회[27]
- 2017년 3월 3일 길구봉구,김소희 - 김과장 OST Part.4
- 2017년 3월 7일 공민지 - 역적:백성을 훔친 도적 OST Part.4
- 2017년 3월 8일 길구봉구 - [Digital Single] 그래 사랑이었다.[28]
- 2017년 3월 17일 봉구 - [Digital Single] 듀엣가요제 44회[29]
- 2017년 4월 2일 길구봉구 - [Digital Single] 어마어마한 라이브 Stage 1
- 2017년 4월 7일 봉구 - [Digital Single] 듀엣가요제 47회[30]
- 2017년 4월 17일 공민지 - MINZY WORK 01 UNO
- 2017년 6월 14일 김소희 - 아이돌 드라마 공작단 OST Part.2[31]
- 2017년 6월 28일 유성은 - 아이돌 드라마 공작단 OST Part.4
- 2017년 7월 12일 유성은 - 군주 - 가면의 주인 OST Part.17
- 2017년 7월 26일 마이틴 - MYTEEN Go
- 2017년 9월 10일 백지영 - [Digital Single] 판타스틱 듀오 2 Part.14[32]
- 2017년 9월 18일 길구봉구 - [Digital Single] Star
- 2017년 10월 16일 봉구 - 사랑의 온도 OST Part.4
- 2017년 10월 29일 김국헌,김상진,신준섭,김시현, 이지은 - [Digital Single] 믹스나인 Part.1
- 2017년 11월 8일 김소희 - The Fillette
- 2017년 11월 12일 백지영 - [Digital Single] SR Project Vol.3
- 2017년 11월 13일 김소희 - 멜로홀릭 OST Part.3[33]
- 2017년 11월 13일 백지영 - [Digital Single] Fly Day[34]
- 2017년 11월 19일 김국헌,김상진,신준섭,김시현,이지은 - [Digital Single] 믹스나인 Part.3
- 2017년 12월 5일 봉구 - [Digital Single] Sofar Vol.1
- 2017년 12월 11일 유성은 - 투깝스 OST Part.2
- 2017년 12월 12일 김소희 - [Digital Single] 고구마X100개[35]
- 2018년 1월 3일 길구봉구 - 흑기사 OST Part.5
- 2018년 1월 7일 김시현,이지은 - [Digital Single] 믹스나인 Part.4
- 2018년 1월 14일 김국헌 - [Digital Single] 믹스나인 Part.5
- 2018년 1월 16일 김국헌 - 저글러스 OST Part.7
- 2018년 1월 27일 김국헌 - [Digital Single] 믹스나인 Part.6
- 2018년 2월 12일 길구 - [Digital Single] Sofar Vol.2
- 2018년 3월 6일 길구봉구 - 크로스 OST Part.4
- 2018년 3월 26일 길구봉구 - [Digital Single] 투유 프로젝트 - 슈가맨2 Part.10[36]
- 2018년 4월 13일 길구봉구 - [Digital Single] #결별[37]
- 2018년 5월 10일 윤해솔, 최소은 - [Digital Single] 내꺼야 (Pick Me)[38]
- 2018년 5월 24일 길구봉구 - [Digital Single] 다시, 우리
- 2018년 5월 30일 길구봉구 - Suits OST Part.6
- 2018년 6월 4일 공민지 - 검법남녀 OST Part.3
- 2018년 7월 10일 마이틴 - F;UZZLE
- 2018년 7월 12일 송유빈 - 김비서가 왜그럴까? OST Part.8
- 2018년 7월 16일 길구봉구 - 너도 인간이니 OST Part.6
- 2018년 8월 9일 유성은 - [Digital Single] 끌어안아줘
- 2018년 9월 2일 백지영 - 미스터 선샤인 OST Part.11
- 2018년 9월 4일 봉구 - 서른이지만 열일곱입니다 OST Part.5
- 2018년 9월 20일 유성은 - 아는 와이프 OST Part.6
- 2018년 10월 24일 마이틴 - [Japan Digital Single] She Bad
- 2018년 11월 18일 길구봉구 - [Digital Single] 착한 플레이리스트 Vol.1
- 2018년 12월 3일 공민지 - [Digital Single] All Of You Say
- 2018년 12월 8일 유성은 - 알함브라 궁전의 추억 OST Part.1[39]
- 2018년 12월 24일 마이틴 - [Digital Single] 아니, 아니
- 2019년 1월 13일 유성은 - [Digital Single] 보컬플레이 Vol.5 - CHEMISTRY[40]
- 2019년 2월 13일 송유빈 - 로스타임라이프 The Last Chance
- 2019년 2월 21일 유성은 - [Digital Single] Departure
- 2019년 3월 21일 김국헌,송유빈 - [Digital Single] _지마 (X1-MA)[41]
- 2019년 4월 8일 길구봉구 - [Digital Single] 있어줄래
- 2019년 8월 24일 김국헌X송유빈 - [Digital Single] Blurry
- 2019년 10월 5일 송유빈 - 쌉니다 천리마마트 OST Part.2
- 2019년 10월 15일 신준섭 - 7일만 로맨스 OST Part.2
- 2019년 10월 16일 송유빈 - 멜로디책방 Part.1, Part.2[42]
- 2019년 10월 23일 송유빈 - 멜로디책방 Part.3[43]
- 2019년 10월 30일 송유빈 - 멜로디책방 Part.4[44]
- 2019년 10월 31일 신준섭 - 7일만 로맨스 OST Part.3[45]
- 2019년 11월 6일 송유빈 - 멜로디책방 Part.5[46]
- 2019년 11월 20일 송유빈 - 멜로디책방 Part.7, Part.8[47]
- 2019년 12월 6일 길구봉구 - [Digital Single] 어쩌면, 널 잊을 수 있을까
- 2019년 12월 14일 길구봉구 - [Digital Single] [Vol.43] 유희열의 스케치북 10주년 프로젝트 : 스물세 번째 목소리 `유스케 X 길구봉구`

## 2020년대
- 2020년 1월 7일 비오브유 - Phase One:You
- 2020년 1월 18일 유성은 - [Digital Single] 도망가요
- 2020년 2월 10일 길구봉구 - [Digital Single] 쉬는 날
- 2020년 5월 5일 길구봉구 - [Digital Single] 은하수
- 2020년 5월 18일 길구봉구 - 본 어게인 OST Part.4
- 2020년 6월 7일 송유빈 - 한 번 다녀왔습니다 OST Part.4[48]
- 2020년 6월 30일 길구봉구 - (아는 건 별로 없지만) 가족입니다 OST Part.3
- 2020년 7월 19일 송유빈 - [Digital Single] 모든 사랑은 이처럼 따뜻한가요
- 2020년 7월 29일 유성은 - [Digital Single] 야 놀자
- 2020년 8월 9일 김국헌 - [Digital  Single] Dry Flower
- 2020년 9월 15일 비오브유 - Phase Two : WE
- 2020년 10월 28일 유성은 - 도도솔솔라라솔 OST Part.7
- 2020년 11월 15일 길구봉구 - [Digital Single] 알았다면
- 2020년 11월 19일 길구봉구 - 도도솔솔라라솔 OST Part.14
- 2021년 2월 8일 유성은 - 선배, 그 립스틱 바르지 마요 OST Part.5
- 2021년 2월 18일 키세스 - [Digital Single] Love Is Callin
- 2021년 4월 6일 김국헌 - 나빌레라 OST Part.2
- 2021년 4월 16일 유성은 - [Digital Single] 봄 사이, 우리[49]
- 2021년 5월 13일 유성은 - [Digital Single] 사실 (달달한 그놈 X 유성은)
- 2021년 5월 13일 유성은 - 오!주인님 OST Part.6
- 2021년 5월 30일 키세스 - 연애의 참견 2021 OST Part.8
- 2021년 6월 11일 clo - [Digital Single] 적당히
- 2021년 8월 30일 키세스 - [Digital Single] Hands On Me
- 2021년 9월 14일 유성은 - [Digital Single] HeShe : Episode 13, I'm You[50]
- 2021년 10월 15일 clo - [Digital Single] 비노래
- 2021년 12월 22일 키세스 - [Digital Single] 아프겠지
- 2022년 1월 14일 유성은 - 시간의 멜로디 OST[51]
- 2022년 3월 1일 clo - [Digital Single] 젊음
- 2022년 4월 30일 유성은 - 어게인 마이 라이프 OST Part.4
- 2022년 5월 14일 키세스 - 어게인 마이 라이프 OST Part.6[52]
- 2022년 8월 6일 유성은 - Listen-Up(리슨업) EP.2[53]
- 2023년 2월 25일 유성은 - [Digital Single] Day By Day[54]
- 2023년 4월 6일 유성은 - 딜리버리맨 OST Part.6